# 安立町停留場
安立町停留場（あんりゅうまちていりゅうじょう）は、大阪府大阪市住吉区にある阪堺電気軌道阪堺線の停留場。駅番号はHN14。

## 歴史
- 1911年（明治44年）12月1日：阪堺電気軌道（初代）の駅として開業[2]。
- 1915年（大正4年）6月21日：南海鉄道との合併により、同鉄道の駅となる。
- 1944年（昭和19年）6月1日：会社合併により近畿日本鉄道の駅となる。
- 1947年（昭和22年）6月1日：路線譲渡により南海電気鉄道の駅となる[2]。
- 1980年（昭和55年）12月1日：路線譲渡により阪堺電気軌道の駅となる[2]。

## 停留場構造
新設軌道上の地上駅で、踏切をはさんで斜向かいに単式ホームが上下線それぞれに配置（千鳥式配置）されている。ホームは低床式で、上屋を備える。

## 停留場周辺

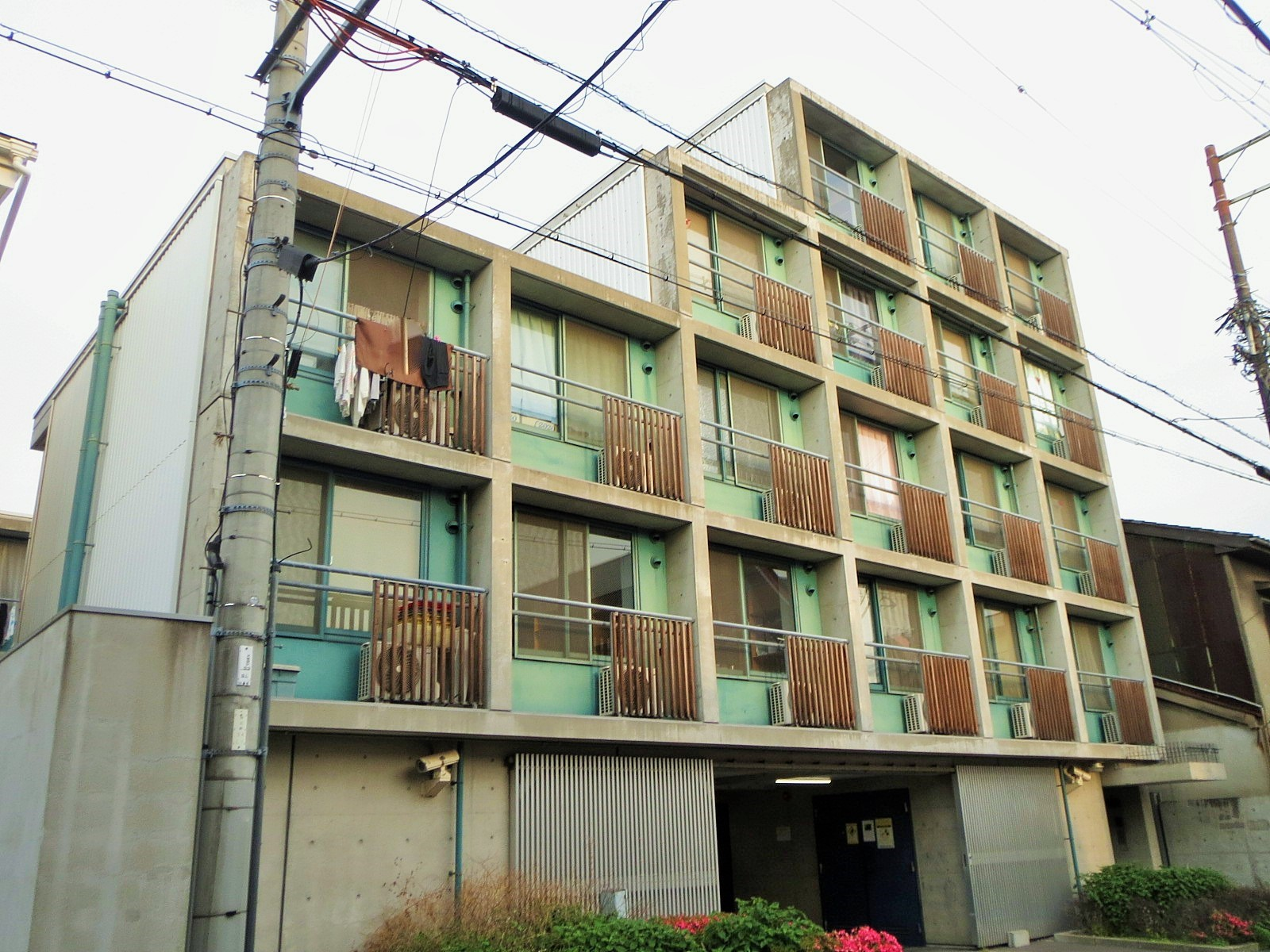
真生印刷独身寮（2020年6月）

軌道の西側が住吉区と住之江区の境界となっている。
- 南海電気鉄道南海本線 住ノ江駅
- 住之江安立郵便局
- 安立（）
- 清水丘（）
- 真生印刷独身寮
  - 当停留場に西面する集合住宅。設計は日建設計、施工は竹中工務店、2001年3月竣工。コンクリート打ち放しを基調としているため、威圧感を軽減した清楚なデザインとなっている。5階・4階・3階が段々になっている構造や町家を意識した木製の格子がアクセントとなる特徴等が評価され、第23回大阪都市景観建築賞奨励賞を受賞した[4]。

### バス
大阪市営バス（現：大阪シティバス）の「赤バス」安立第一福祉会館停留所があり住之江ループが停車していたが、2013年3月31日をもって廃止された。

## 隣の停留場
阪堺電気軌道
■阪堺線
細井川停留場 (HN13) - 安立町停留場 (HN14) - 我孫子道停留場 (HN15)